# Amad Diallo
Amad Diallo (Abidjan, 11 juli 2002) is een Ivoriaans voetballer die bij voorkeur als vleugelspeler speelt. Hij verruilde Atalanta Bergamo in januari 2021 voor Manchester United. Diallo debuteerde in 2021 voor het Ivoriaans voetbalelftal.

## Clubcarrière
Diallo verhuisde samen met zijn broer Hamed Junior Traorè op jonge leeftijd naar Italië. Ze hadden er veel voor over en maakte de oversteek met valse paspoorten om zo op basis van 'familiebanden' toegang te verschaffen tot het land. Hij kwam op twaalfjarige leeftijd bij Boca Barco terecht, Atalanta Bergamo pikte hem daar vervolgens een jaar later op.

### Atalanta Bergamo
Enkele jaren later, op 27 oktober 2019, debuteerde Diallo namens Atalanta in de Serie A tegen Udinese. Hij kwam in de 77ste minuut het veld in voor Josip Iličić en wist zes minuten later direct zijn eerste competitietreffer te scoren. Een seizoen later, 2020/21, zat Diallo continu bij de wedstrijdselectie van Gian Piero Gasperini, maar kreeg hij nauwelijks speelminuten. Wel maakte hij zijn internationale debuut, in de UEFA Champions League tegen FC Midtjylland door in de 68ste minuut Luis Muriel te vervangen. Manchester United tastte diep in de buidel voor het talent.

### Manchester United
Diallo maakte in januari 2021 voor een transferprijs van circa 21 miljoen euro de overstap naar The Red Devils. Voor deze club maakte hij in de UEFA Europa League-wedstrijd tegen Real Sociedad, op 18 februari 2021, zijn officiële debuut, door in de 83ste minuut binnen de lijnen te komen voor Mason Greenwood. Uiteindelijk zou hij in zijn eerste halfjaar tot acht wedstrijden komen. Zijn eerste goal maakte hij op 11 maart 2021 in de achtste finale van de Europa League tegen AC Milan. Diallo maakte zijn competitiedebuut tegen Leicester City op 11 mei 2021.

## Clubstatistieken
| Seizoen     | Club              | Competitie           | Competitie | Competitie | Competitie | Beker | Beker | Beker | Internationaal | Internationaal | Internationaal | Totaal | Totaal | Totaal |
| Seizoen     | Club              | Competitie           | Wed.       | Dlp.       | Ass.       | Wed.  | Dlp.  | Ass.  | Wed.           | Dlp.           | Ass.           | Wed.   | Dlp.   | Ass.   |
| ----------- | ----------------- | -------------------- | ---------- | ---------- | ---------- | ----- | ----- | ----- | -------------- | -------------- | -------------- | ------ | ------ | ------ |
| 2019/20     | Atalanta Bergamo  | Serie A              | 3          | 1          | 0          | 0     | 0     | 0     | 0              | 0              | 0              | 3      | 1      | 0      |
| 2020/21     | Atalanta Bergamo  | Serie A              | 1          | 0          | 0          | 0     | 0     | 0     | 1              | 0              | 0              | 2      | 0      | 0      |
| Club Totaal | Club Totaal       | Club Totaal          | 4          | 1          | 0          | 0     | 0     | 0     | 1              | 0              | 0              | 5      | 1      | 0      |
| 2020/21     | Manchester United | Premier League       | 3          | 0          | 1          | 1     | 0     | 0     | 4              | 1              | 0              | 8      | 1      | 1      |
| 2021/22     | Manchester United | Premier League       | 0          | 0          | 0          | 0     | 0     | 0     | 1              | 0              | 0              | 1      | 0      | 0      |
| Club Totaal | Club Totaal       | Club Totaal          | 3          | 0          | 1          | 1     | 0     | 0     | 5              | 1              | 0              | 9      | 1      | 1      |
| 2021/22     | → Rangers         | Scottish Premiership | 10         | 3          | 0          | 3     | 0     | 0     | 0              | 0              | 0              | 13     | 3      | 0      |
| Club Totaal | Club Totaal       | Club Totaal          | 10         | 3          | 0          | 3     | 0     | 0     | 0              | 0              | 0              | 13     | 3      | 0      |
| 2022/23     | → Sunderland      | Championship         | 39         | 14         | 3          | 3     | 0     | 1     | —              | —              | —              | 42     | 14     | 4      |
| Club Totaal | Club Totaal       | Club Totaal          | 39         | 14         | 3          | 3     | 0     | 1     | 0              | 0              | 0              | 42     | 14     | 4      |
| 2023/24     | Manchester United | Premier League       | 9          | 1          | 1          | 3     | 1     | 0     | —              | —              | —              | 12     | 2      | 1      |
| 2024/25     | Manchester United | Premier League       | 21         | 6          | 6          | 5     | 1     | 1     | 7              | 2              | 0              | 33     | 9      | 7      |
| Club Totaal | Club Totaal       | Club Totaal          | 33         | 7          | 8          | 9     | 2     | 1     | 12             | 3              | 0              | 54     | 12     | 9      |
| TOTAAL      | TOTAAL            | TOTAAL               | 86         | 25         | 11         | 15    | 2     | 2     | 13             | 3              | 0              | 114    | 30     | 13     |

Bijgewerkt op 29 augustus 2021.

## Interlandcarrière
Bondscoach Patrice Beaumelle liet Diallo in maart 2021 debuteren in het Ivoriaans voetbalelftal, in de Afrika Cup-kwalificatiewedstrijd tegen Niger door hem in de 85ste minuut te laten invallen voor Nicolas Pépé. Op 5 juni 2021 scoorde Diallo zijn eerste interlandgoal, in de zevende minuut van de blessuretijd van de oefeninterland tegen Burkina Faso. In de zomer van 2021 kwam Diallo met het Ivoriaans olympisch elftal deel aan de Olympische Zomerspelen. Hij kwam in elke wedstrijd in actie en Ivoorkust werd in de halve finales uitgeschakeld door Spanje.
| Interlands van Amad Diallo voor Ivoorkust | Interlands van Amad Diallo voor Ivoorkust | Interlands van Amad Diallo voor Ivoorkust | Interlands van Amad Diallo voor Ivoorkust | Interlands van Amad Diallo voor Ivoorkust | Interlands van Amad Diallo voor Ivoorkust |
| №                                         | Datum                                     | Wedstrijd                                 | Uitslag                                   | Soort wedstrijd                           | Goals                                     |
| Als speler bij Manchester United          | Als speler bij Manchester United          | Als speler bij Manchester United          | Als speler bij Manchester United          | Als speler bij Manchester United          | 1                                         |
| ----------------------------------------- | ----------------------------------------- | ----------------------------------------- | ----------------------------------------- | ----------------------------------------- | ----------------------------------------- |
| 1.                                        | 26 maart 2021                             | Niger – Ivoorkust                         | 0 – 3                                     | Kwalificatie Afrika Cup 2021              |                                           |
| 2.                                        | 5 juni 2021                               | Ivoorkust – Burkina Faso                  | 2 – 1                                     | Vriendschappelijk                         | 90+7'                                     |
| 3.                                        | 12 juni 2021                              | Ghana – Ivoorkust                         | 0 – 0                                     | Vriendschappelijk                         |                                           |